# گیورگ گرستر
گیورگ گرستر (انگلیسی: George Gerster؛ ۳۰ آوریل ۱۹۲۸ – ۸ فوریهٔ ۲۰۱۹) روزنامه‌نگار و عکاس هوایی سوئیسی بود.

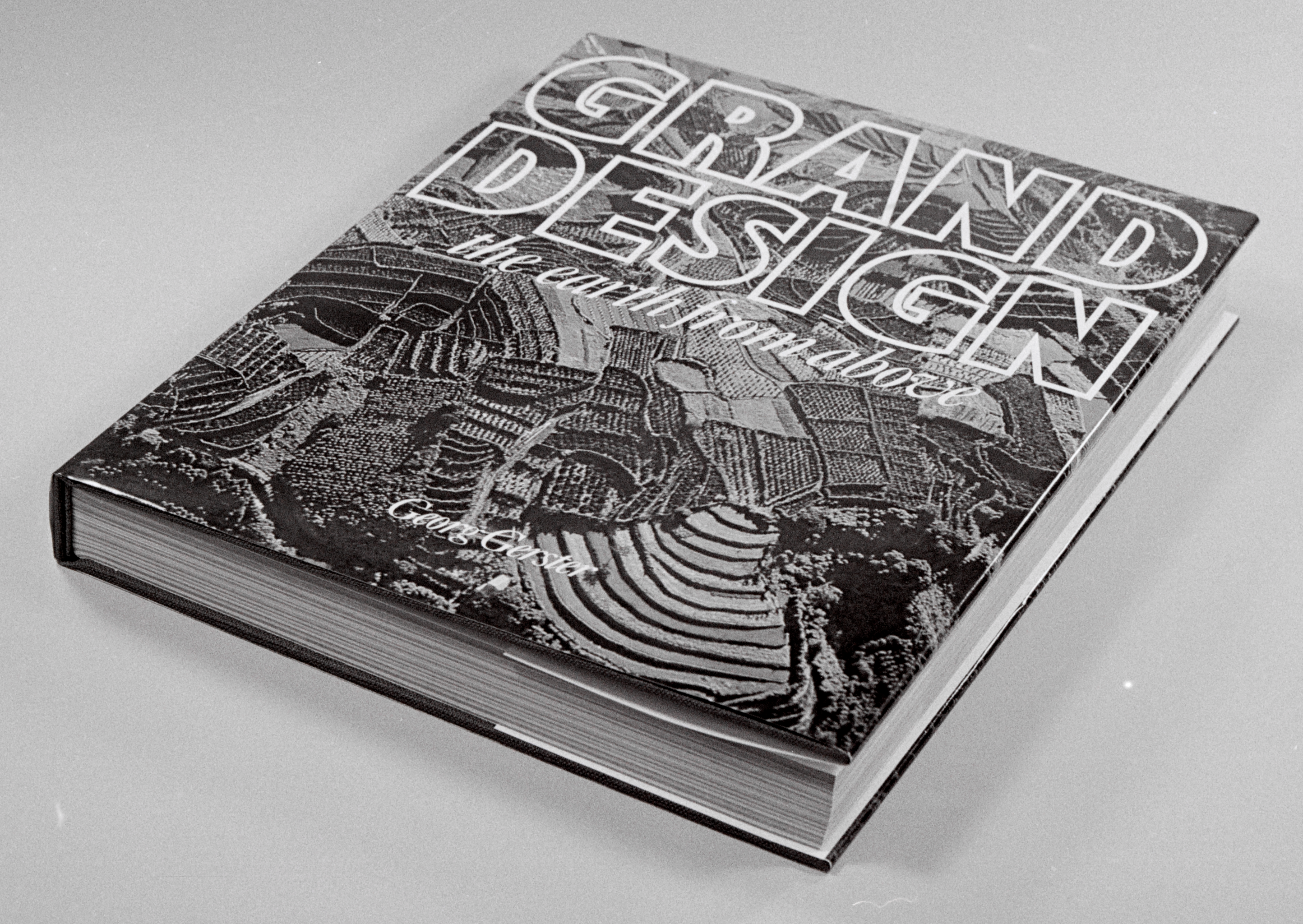
کتاب طراحی بزرگ، زمین از بالا نوشته گیورگ گرستر

## زندگی
گرستر در ۳۰ آوریل ۱۹۲۸ در وینترتور زاده شد. او در سال ۱۹۵۰ دکترای رشته ژرمن‌شناسی خود را از دانشگاه زوریخ گرفت و تا سال ۱۹۵۶ به عنوان ویراستار در زوریخ کار کرد. گرستر از آن زمان به عنوان روزنامه‌نگار آزاد با تاکید بر گزارش‌های علمی و عکاسی هوایی فعال بود.
در زمینه عکاسی، او در دهه‌های ۱۹۵۰ و ۱۹۶۰ کارهای پیشگامانه‌ای انجام داد که نه تنها به دلیل فناوری و کیفیت تصاویر، بلکه به دلیل جهانی بودن موضوعاتش مشهور بود.

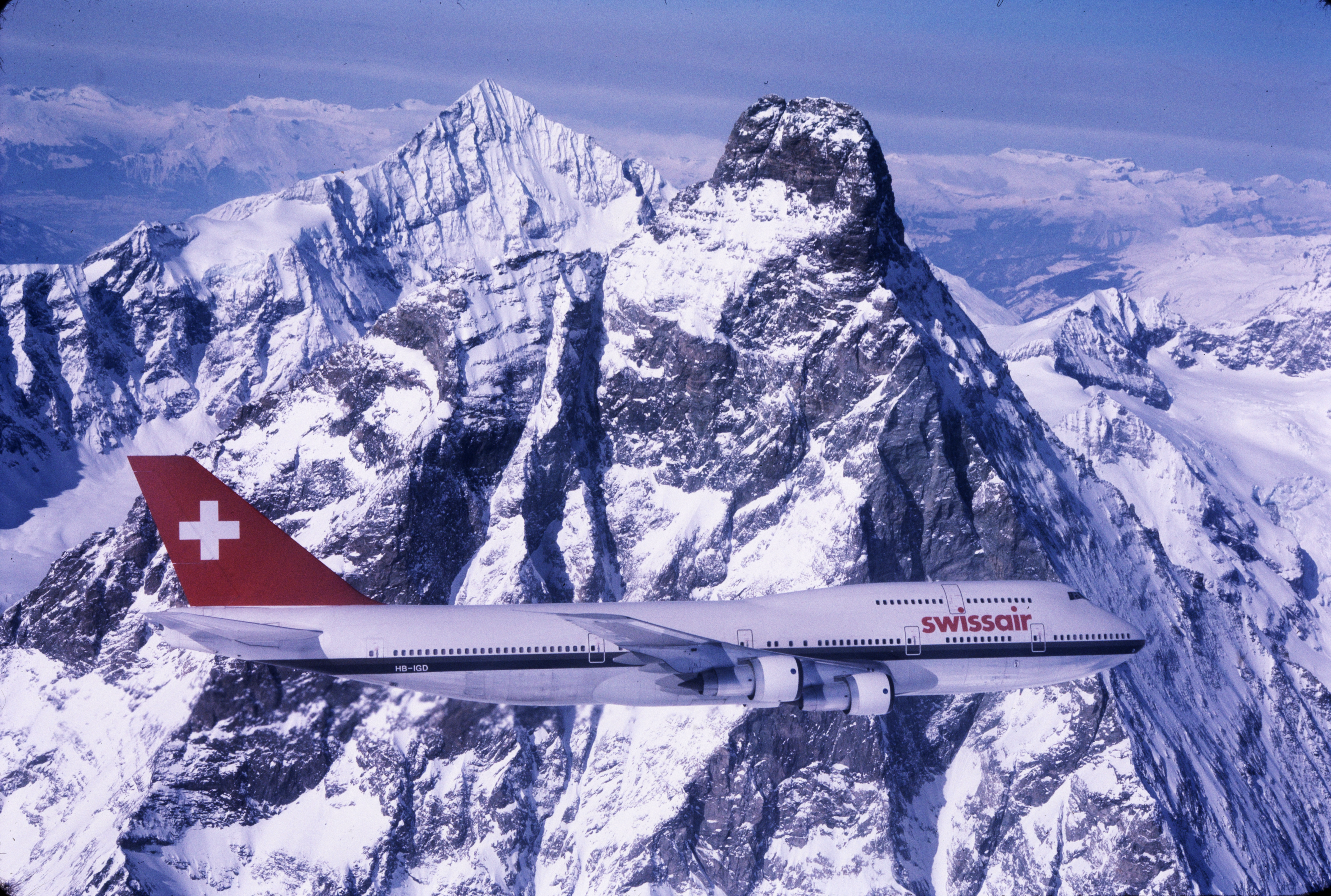
بوئینگ 747-357، HB-IGD "Basel" در نزدیکی ماترهورن

گزارش‌های عکاسی اولیه گرستر، چشم‌انداز شمال آفریقا با جزيیات فراوان بود. در دهه ۱۹۶۰ او مکان‌های ارزشمند باستان‌شناسی را در بیش از ۱۰۰ کشور در همه قاره‌ها ثبت کرد. علاوه بر این، او تصاویر فوق‌العاده‌ای از از کوه‌ها، بیابان‌ها، کرانه‌ها، دریاچه‌ها و چشم‌اندازهای کشاورزی و صنعتی گرفت.
در ۱۹۷۶ گیورگ گرستر برنده جایزه نادار شد. عکس‌های او در نمایشگاه‌های انفرادی و گروهی در اروپا، ژاپن و آمریکا به نمایش درآمده‌اند. او نماینده آژانس عکس رافو بود.
وی در ایران نیز عکاسی هوایی کرد.

## کتاب‌های عکس
- L'art éthiopien, églises rupestres, editions Zodiaque (۱۹۶۸)
- Der Mensch auf seiner Erde, Zürich: Atlantis Verlag (۱۹۷۵)
- پروازهای کشف: زمین از بالا، انتشارات پدینگتن (۱۹۷۸)
- گذشته از بالا: عکس های هوایی از محوطه های باستانی . لس آنجلس: انتشارات گتی، ۲۰۰۵. ۴۱۶ صفحه; ۵۱۶ تصویر.  [۱]
- هنر هزارتو، با آدریان فیشر، ویدنفلد و نیکلسون (۱۹۹۰) شابک ‎۰−۲۹۷−۸۳۰۲۷−۹
- بهشت گمشده: ایران از بالا, فیدن، ۲۰۰۹ (عکس‌های بین سال‌های ۱۹۷۶ و ۱۹۷۸)[۲]